# Alenka Godec
Alenka Godec, slovenska pevka zabavne glasbe, *5. november 1964, Ljubljana.

## Kariera
Znana slovenska pevka zabavne glasbe je po poklicu tudi učiteljica nemščine.
Peti je začela pred več kot tridesetimi leti; v tem času je izdala več albumov (Tvoja, Prebujena, Vse ob pravem času, So najlepše pesmi že napisane ...).
1988 je s skupino Café nastopila na Pop delavnici in na njej prepričljivo zmagala; bila je debitantka in dobila je kar tri nagrade: nagrado strokovne žirije, nagrado občinstva in nagrado za najboljšega debitanta.
Kmalu so jo povabili k sodelovanju z Big Bandom RTV Slovenija in z New Swing kvartetom. Prvo ploščo je izdala 1992.
Na Slovenski popevki je debitirala že na prvem festivalu po petnajstletni prekinitvi, zapela je Bodi luč Ota Pestnerja in Božidarja Heringa. Dobila je nagrado za najboljšega izvajalca. Nato se je pojavila spet 2001 s Srečo Blaža Jurjevčiča, za katero je sama napisala besedilo. Leta 2004 je nastopila s pesmijo Rada bi znova poletela Aleša Klinarja in Anje Rupel (tudi sama je soavtorica teksta). Na festival se je vrnila 2007 s skladbo Boljša kot prej Mirana in Anastazije Juvan. Spet je bila odlična in dobila nagrado za najboljšega izvajalca.

## Nastopi na glasbenih festivalih

### Pop delavnica
- 1988: Tvoja - članica skupine Cafe (1. nagrada občinstva, nagrada strokovne komisije, nagrada za najbolj obetavno skupino)
- 1989: Drugačna (Tomaž Kozlevčar - Shan von Greier - Tomaž Kozlevčar) - članica skupine Cafe (nagrada za najboljše besedilo)
- 1990: Zahvala - članica skupine Capuccino (2. nagrada strokovne komisije)
- 1992: Sanje (Sašo Fajon - Primož Peterca) (nagrada za najboljši nastop oz. interpretacijo, 2. nagrada strokovne žirije)

### Jugoslavija na Pesmi Evrovizije
- 1989: Kadar sem sama (Tomaž Kozlevčar/Miša Čermak/Emil Spruk) (12. mesto)

### Vesela jesen
- 1992: Na vrh Triglava čolnič plava (Oto Pestner – Dare Hering – Tomaž Kozlevčar) - s skupino New Swing Quartet (nagrada za aranžma, nagrada za izvedbo, 2. nagrada za besedilo; 3. nagrada občinstva)

### EMA
- 1993: Tisti si ti (Matjaž Murko - Miša Čermak - Milan Ferlež, Jože Hauko) (3. mesto)
- 2001: Če verjameš ali ne (Aleš Klinar - Alenka Godec, Anja Rupel - Aleš Klinar, Aleš Čadež) (3. mesto)
- 2003: Poglej me v oči (Aleš Klinar - Alenka Godec, Anja Rupel - Aleš Klinar, Aleš Čadež) (3. mesto)
- 2006: Hočem stran (Aleš Klinar - Alenka Godec, Anja Rupel - Aleš Klinar, Franci Zabukovec) (11. mesto)

### Melodije morja in sonca
- 1992: Novo sonce (Primož Peterca - Primož Peterca)
- 1993: Zdaj se vračam (M. Murko – Miša Čermak – Primož Grašič)
- 1997: Čas zaceli rane (Janez Bončina − Janez Bončina − Primož Grašič) (nagrada mednarodne strokovne žirije za avtorstvo, 3. nagrada občinstva)
- 1998: Če se bojiš neba (Marino Legovič - Drago Mislej - Marino Legovič) - z Davorjem Petrašem (nagrada strokovne žirije za aranžma)
- 2002: Raje mi priznaj (Aleš Klinar - Alenka Godec, Anja Rupel - Aleš Klinar, Aleš Čadež) (nagrada strokovne žirije za najboljšo izvedbo, 2. nagrada občinstva)
- 2004: V dobrem in slabem (Aleš Klinar - Alenka Godec, Anja Rupel - Aleš Klinar) (nagrada strokovne žirije za najboljšo skladbo v celoti, nagrada strokovne žirije za najboljšo izvedbo, nagrada strokovne žirije za najboljšo celostno podobo, 5. mesto)
- 2013: Vse je ljubezen (Aleš Klinar - Alenka Godec, Anja Rupel - Aleš Klinar, Miha Gorše) (nagrada strokovne žirije za najboljšo glasbo, 2. mesto)

### Slovenska popevka
- 1998: Bodi luč (Oto Pestner/Božidar Hering/Tomaž Kozlevčar) (nagrada strokovne žirije za najboljšo izvedbo, 12. mesto)
- 2001: Sreča (Blaž Jurjevčič/Alenka Godec/Lojze Krajnčan) (13. mesto)
- 2004: Rada bi znova poletela (Aleš Klinar/Alenka Godec, Anja Rupel/Rok Golob) (3. nagrada občinstva)
- 2007: Boljša kot prej (Miran Juvan/Anastazija Juvan/Patrik Greblo) (nagrada strokovne žirije za najboljšega izvajalca, 11. mesto)
- 2022: Frajer (Damjana Golavšek/Damjana Golavšek/Boštjan Grabnar, Jani Hace) - članica Dinamitk (nagrada strokovne žirije za najboljšo interpretacijo, nagrada strokovne žirije za najboljšo priredbo, 9. mesto)

### Hit festival
- 2001: V meni je moč (Aleš Klinar - Alenka Godec, Anja Rupel) (1. mesto, 1. nagrada za najboljšo skladbo, 1. nagrada za najboljše besedilo, nagrada za najboljšo izvedbo)
- 2002: Ni me strah (Aleš Klinar - Alenka Godec, Anja Rupel) (1. mesto, 3. nagrada strokovne žirije za besedilo)

### Sunčane skale
- 2003: Poglej me v oči

## Albumi
| Leto | Album                             | Skladbe |
| ---- | --------------------------------- | --- |
| 2014 | S kotički ust navzgor             | Kličem te (Jani Hace/Andrej Šifrer/Jani Hace); Jaz te pač zdaj že poznam (Jani Hace/Andrej Šifrer/Jani Hace); Preobrat (Anja Baš/Anja Baš/Jani Hace); Grem po svoje (Jani Hace/Alenka Godec/Jani Hace); Nežna pesem (Borut Antončič/Borut Antončič, Alenka Godec/Borut Antončič, Jani Hace); S kotički ust navzgor (Jani Hace/Andrej Šifrer/Jani Hace); Ne, ne smej se mi (Miran Juvan/Anastazija Juvan/Jani Hace); Ljubezen gre tako (Jani Hace/Alenka Godec/Jani Hace); Klic divjine (Jani Hace/Marko Gregorič/Jani Hace); Ne teptaj mi srca (Andrej Šifrer/Andrej Šifrer/Jani Hace); Vse je ljubezen (Aleš Klinar/Anja Rupel, Alenka Godec/Miran Juvan) (MMS 2013 - akustična verzija); Stisn' se k men' (Robert Pikl/Robert Pikl/Robert Pikl, Marco Grabber) (Manouche feat. Alenka Godec) |
| 2010 | So najlepše pesmi že napisane II. | Življenje je lepo (Tomaž Domicelj/Tomaž Domicelj/Jani Hace); Vlak, ki ti povrne čas (Borut Tiran/Borut Tiran/Jani Hace); Sama (Mirko Vuksanovič/Marko Vuksanovič/Jani Hace); Zaljubljena (Tadej Hrušovar/Dušan Velkaverh/Jani Hace); Ti si moja roža (Iztok Turk/Brane Bitenc/Jani Hace); Dotakn' se me z občutkom (Zvonko Kukec, Janez Zmazek/Janez Zmazek/rap Trkaj) (gost Trkaj); Edina luč (Janez Bončina/Jani Kenda/Jani Hace); Ne pozabi na stare čase (Enzo Hrovatin/Miša Čermak/Jani Hace); Nerodna pesem (Tomaž Pengov/Tomaž Pengov/Jani Hace); Igra (Miro Tomassini/Miro Tomassini/Jani Hace); Utrinek (Mojmir Sepe/Gregor Strniša/Miran Juvan) |
| 2010 | Hippy Christmas Vol. 2            | Sleigh Ride; Miss You Most At Christmas Time; Winter Wonderland; Merry Christmas, Baby; Hark! The Herald Angels Sing; This Christmas; No More Blue Christmases; Santa Baby; The Christmas Song; Amazing Grace; Feliz Navidad |
| 2008 | So najlepše pesmi že napisane     | Tvoje jutro (Vlado Kreslin, Miro Tomassini/Jani Hace, Miran Juvan, Matej Mršnik, Dado Marinković, Alenka Godec); Danes bo srečen dan (Tomaž Domicelj/Jani Hace, Miran Juvan, Matej Mršnik, Dado Marinković, Alenka Godec); Pojem blues (Klemen Tičar/Jani Hace); Maja z biseri (Jure Robežnik, Dušan Velkaverh/Jani Hace); Stoj, Marija (Andrej Šifrer/Jani Hace); Vsak je sam (Tadej Hrušovar, Dušan Velkaverh/Jani Hace); Julija (Aleksander Mežek/Jani Hace); Vsi ljudje hitijo (Andrej Šifrer/Jani Hace); Kot nekdo, ki imel me bo rad (Nathan Kipner, Dušan Velkaverh/Jani Hace, Miran Juvan, Matej Mršnik, Dado Marinković, Alenka Godec); Dekle iz Zlate ladjice (Tadej Hrušovar, Dušan Velkaverh/Jani Hace, Miran Juvan, Matej Mršnik, Dado Marinković, Alenka Godec); Pogum (Danilo Kocjančič, Drago Mislej/Jani Hace); Zlata obala (Janez Bončina Benč, Tomaž Domicelj/Jani Hace) (duet z Jadranko Juras); Zvezde padajo v noč (Slavko Avsenik, Vilko Avsenik, Ciril Zlobec/Miran Juvan, Jani Hace) |
| 2005 | Mesto sanj                        | Prave karte (A. Klinar/A. Rupel, A. Godec/A. Klinar, F. Zabukovec); Sončen dan (A. Klinar/A. Rupel, A. Godec/A. Klinar, F. Zabukovec); Mesto sanj (A. Klinar/A. Rupel, A. Godec/A. Klinar, F. Zabukovec, T. Kozlevčar) (Alenka in Perpetuum Jazzile); Samo nasmeh je bolj grenak (J. Privšek/E. Budau/A. Klinar, F. Zabukovec); Pusti jo (A. Klinar/A. Rupel, A. Godec/A. Klinar, F. Zabukovec); Poglej me v oči (A. Klinar/A. Rupel, A. Godec/A. Klinar, A. Čadež); Rada bi znova poletela (A. Klinar/A. Rupel, A. Godec/A. Klinar, F. Zabukovec); Svobodna (A. Čadež/A. Godec/A. Čadež); V dobrem in slabem (A. Klinar/A. Rupel, A. Godec/A. Klinar); Reši me (A. Klinar/A. Godec/A. Klinar, F. Zabukovec); Hit mix (v pesmih Ni mi žal, V meni je moč, Ni me strah, V ogenj zdaj obleci me) (A. Klinar, M. Vlašič/A. Rupel, A. Godec, U. Vlašič/A. Klinar, F. Zabukovec) (Alenka in Nuša Derenda) |
| 2002 | V meni je moč                     | Če verjameš ali ne (Aleš Klinar - Anja Rupel, Alenka Godec - Aleš Klinar, Aleš Čadež); Bodi to, kar si (Aleš Klinar - Anja Rupel, Alenka Godec - Aleš Klinar, Aleš Čadež); V meni je moč (Aleš Klinar - Anja Rupel, Alenka Godec - Aleš Klinar, Aleš Čadež); Raje mi priznaj (Aleš Klinar - Anja Rupel, Alenka Godec - Aleš Klinar, Aleš Čadež); Tvoja (Primož Peterca - Primož Peterca - Aleš Klinar, Aleš Čadež); Ko si ob meni (R. Isley, O. Isley - Anja Rupel, Alenka Godec - Aleš Klinar, Aleš Čadež); Ni me strah (Aleš Klinar - Anja Rupel, Alenka Godec - Aleš Klinar, Aleš Čadež); Pojdi z menoj (Aleš Klinar - Anja Rupel, Alenka Godec - Aleš Klinar, Aleš Čadež); I'm not for you (Aleš Klinar - Anja Rupel, Alenka Godec - Aleš Klinar, Aleš Čadež); God mix (Aleš Klinar, Primož Peterca - Anja Rupel, Alenka Godec, Primož Peterca, Aleš Klinar - Aleš Klinar, Aleš Čadež) |
| 2000 | Vse ob pravem času                | Iz megle (L. Krajnčan - A. Rozman Roza - L. Krajnčan); Taka sem (L. Krajnčan - M. Dekleva - L. Krajnčan); Pridi in poglej (L. Krajnčan - Alenka Godec - L. Krajnčan); Daj mi moč (K. Hirsch, M. Sharron - R. Miller, M. Dekleva - P. Greblo); Zvesto srce (L. Krajnčan - D. Velkaverh - L. Krajnčan); Besede (M. Košuta - N. Grafenauer - M. Mlakar, L. Krajnčan); Lepo je (P. Greblo - T. Kosec, P. Greblo - P. Greblo); Pesem o reki (L. Krajnčan - D. Velkaverh - L. Krajnčan); La-la-la (P. Grašić - Alenka Godec - P. Grašić); Vse ob pravem času (P. Grašić - N. Žgur - P. Grašić); Ne prižigaj luči v temi (J. Privšek - G. Strniša - L. Krajnčan) |
| 1997 | Čas zaceli rane                   | Čas zaceli rane; Dovolj mi je; Reci mi; Konca ni; To je dan; Ker to življenje je; Mona Lisa; Je to res ljubezen; Pot do srca; Odkar si tu |
| 1995 | Prebujena                         | Prebujena; Kje si zdaj; Zgubljam te; Sijaj noči; Moj prijatelj si; Ljubim to ljubezen; Tisti si ti; Vse, kar želim; Poz za dva; Zdaj ga poznam; Pot ljubezni |
| 1992 | Tvoja                             | Tvoja (P. Peterca); Sonce si ti (P. Peterca); Konec je (T. Kozlevčar); ... In te več ni (D. Žgur/N. Žgur); Igra (T. Kozlevčar/D. Bižal); Objela bi te rada (P. Peterca); Drugačna (T. Kozlevčar/D. Grajfoner); Sanje (S. Fajon/P. Peterca); Še čutiš kot prej (D. Žgur/N. Žgur); Pozabi (T. Kozlevčar/M. Blatnik); Kar sem s teboj (F. Myers/N. Žgur) (duet z Davorjem Petrašem); Vzemi me (P. Peterca/N. Žgur); Zahvala (T. Kozlevčar/D. Graifoner) (z New Swing Quartetom); Klic dobrote (T. Kozlevčar/D. Hering) (z New Swing Quartetom) |

## Videospoti
- V meni je moč
- Boljša kot prej
- Zvezda
- Gremo na morje